# Slumdog Millionär
Slumdog Millionär (Originaltitel Slumdog Millionaire) ist ein mit acht Oscars ausgezeichneter britischer Kinofilm von Danny Boyle aus dem Jahr 2008. Er wurde von Fox Searchlight Pictures produziert und basiert auf dem 2005 erschienenen Roman Q & A (questions and answers, deutsch: Fragen und Antworten) von Vikas Swarup, dessen Übersetzung unter dem deutschen Titel Rupien! Rupien! erschienen ist. Der Film kam am 12. November 2008 in die US-amerikanischen Kinos, es folgten am 5. Dezember 2008 der Kinostart in Italien, am 21. Januar 2009 in der Schweiz, am 19. März 2009 in Deutschland und am 20. März 2009 in Österreich.

## Handlung
Der in Indien gedrehte Film erzählt von dem Tag im Leben des 18-jährigen Jamal Malik, an dem er den Hauptpreis – 20 Millionen indische Rupien – in der Fernsehsendung Who Wants to Be a Millionaire? gewinnt. Zu Beginn des Films wird die sich allen Beobachtern stellende Frage wie in einem Fernsehquiz eingeblendet:
Original

Mumbai, 2006

Jamal Malik is one question away

from winning 20 million rupees.

How did he do it?

A: He cheated

B: He’s lucky

C: He’s a genius

D: It is written
Übersetzung

Mumbai, 2006

Jamal Malik ist eine Frage davon entfernt,

20 Millionen Rupien zu gewinnen.

Wie hat er das gemacht?

A: Er hat betrogen

B: Er hatte Glück

C: Er ist ein Genie

D: Es ist Schicksal
Der Film beginnt in einem Polizeirevier, in dem Jamal gefoltert wird. Zu diesem Zeitpunkt hat er bereits die vorletzte Quizfrage richtig beantwortet und wird verdächtigt, ein Betrüger zu sein. Der Polizeikommissar bezweifelt, dass ein ehemaliger Straßenjunge aus Mumbai so viele Fragen richtig beantworten könne. Für die Polizeibeamten sowie den Moderator der Show, Prem Kumar, besteht kein Zweifel daran, dass es sich bei Jamal um einen Betrüger handeln müsse, zumal auch Kumar selbst aus den Slums stammt und sich hochkämpfen musste. In Rückblenden wird gezeigt, wie sich Kumar am Anfang seiner Show, ans Publikum gewendet, mehrfach über den Slumdog-Kandidaten lustig machte, der als einfacher Laufbursche das Quiz seiner Ansicht nach niemals meistern werde. Als sich die beiden in einer Werbepause auf der Toilette begegneten, hatte Prem keine Skrupel, Jamal sogar eine falsche Antwort zur vorletzten Quizfrage zukommen zu lassen. Doch Jamal erkannte die Falle und wählte die richtige Lösung. Kurz vor der letzten Frage ertönte das Signal zum Ende der Sendung, und vor den Türen des Studios wartete bereits die von Kumar benachrichtigte Polizei. Jamal wurde auf das Revier gebracht, dort gefoltert und verhört.
Als er wieder sprechen und erklären kann, weshalb er jede einzelne Quizfrage beantworten konnte, lässt sich der Kommissar von seiner Geschichte fesseln. In Rückblenden erfährt der Zuschauer nun von der Lebensgeschichte Jamals und seines Bruders Salim in Indien, vom Aufwachsen der Halbwaisen im Slum, dem gewaltsamen Tod der Mutter bei den antimuslimischen Pogromen um den Jahreswechsel 1992/93 und dem Zusammentreffen mit dem Waisenmädchen Latika. Jamal berichtet von der unfreiwilligen Zeit der drei Kinder in der kriminellen Bettelorganisation von Maman, der Flucht der Brüder, dem unsteten Leben als fliegende Händler in Zügen und als angebliche Fremdenführer am Taj Mahal, von der Ermordung Mamans und Befreiung Latikas und dem folgenden Bruch mit seinem Bruder bis zu dem jetzigen Leben als Teeservierer (Chai-Wallah) in einem Callcenter. Im Laufe dieser Ereignisse lernte er, sei es durch Zufall, sei es durch Schicksal, genau das, was er dann in der Fernsehshow gefragt wurde. Jede Quizfrage steht dabei für einen bestimmten Lebensabschnitt, und so erklärt sich auch, dass es Jamal gar nicht um Gelderwerb geht, sondern darum, durch den Fernsehauftritt seine Liebe Latika wiederzufinden, die er zuvor bereits mehrfach wieder verloren hatte.
Jamal ist über Nacht zum Medienstar geworden. Der Kommissar ist schließlich von der Unschuld Jamals überzeugt, lässt ihn rechtzeitig vor der entscheidenden Fernsehsendung frei und bringt ihn zum Studio. Sein Bruder Salim, der Jamal im Fernsehen sieht, bereut daraufhin seinen Lebenswandel als Handlanger des reichen Verbrechers Javed. Er verhilft Latika, die Javed inzwischen zu seiner Mätresse gemacht hat, zur Flucht und überlässt ihr sein Mobiltelefon und seinen Wagen, mit dem sie zur Show fahren will. Jamal kann indessen zunächst die letzte entscheidende Millionenfrage nach dem Namen des dritten Musketiers aus Die drei Musketiere nicht beantworten, denn sein Bruder und er haben in der Schule nur die Namen der ersten beiden Musketiere, Athos und Porthos, gelernt und sich gegenseitig gelegentlich so genannt. Er wählt daher den Telefonjoker und lässt die einzige Nummer anrufen, die er auswendig kennt – die seines Bruders. Latika, die sich in einem Stau auf den Straßen Mumbais befindet, sieht ihn in einem der zahllosen Fernsehgeräte im Schaufenster eines Fernsehfachgeschäfts und beantwortet seinen Anruf. Dass Latika lebt, bringt Jamal durcheinander, allerdings kann auch sie ihm nicht helfen. Jamal setzt alles auf eine Karte und entscheidet sich für die Antwort A, die besagt, dass der dritte Musketier auf den Namen Aramis hört – und hat damit die letzte Frage rein zufällig richtig beantwortet.
Zur gleichen Zeit will Javed sich an Salim für dessen Verrat rächen. Doch Salim erschießt seinen Boss und wird daraufhin – in einer Badewanne voller Geld liegend – von dessen Wachen getötet. Später in dieser Nacht treffen sich Jamal und Latika auf dem Victoria-Bahnhof von Mumbai und küssen sich. Das Bild wird angehalten und die Antwort auf die anfangs gestellte Frage eingeblendet: „D: Es ist Schicksal“.
Es folgt ein musikalisch-tänzerischer Abspann im typischen Bollywood-Stil.

## Produktion
| Figur             | Darsteller                 | Deutscher Sprecher |
| ----------------- | -------------------------- | ------------------ |
| Jamal K. Malik    | Dev Patel                  | Julius Jellinek    |
| … Teenager        | Tanay Chheda               |                    |
| … Kind            | Ayush Mahesh Khedekar      | Henry Ernst        |
| Salim K. Malik    | Madhur Mittal              | Leonhard Mahlich   |
| … Teenager        | Ashutosh Lobo Gajiwala     | Patrick Baehr      |
| … Kind            | Azharuddin Mohammed Ismail | Lukas Schust       |
| Latika            | Freida Pinto               | Anna Grisebach     |
| … Teenager        | Tanvi Ganesh Lonkar        |                    |
| … Kind            | Rubina Ali                 |                    |
| Prem Kumar        | Anil Kapoor                | Martin Umbach      |
| Polizeikommissar  | Irrfan Khan                | Olaf Reichmann     |
| Sergeant Srinivas | Saurabh Shukla             | Tom Deininger      |
| Javed             | Mahesh Manjrekar           | Oliver Stritzel    |
| Maman             | Ankur Vikal                | Nicolas Böll       |
| Punnoose          | Tiger                      | Tilo Schmitz       |

### Entstehungsgeschichte
Simon Beaufoy schrieb das Drehbuch zu Slumdog Millionär auf der Basis des Romans Rupien! Rupien! von Vikas Swarup (Originaltitel: Q & A). Der indische Schriftsteller wurde nach eigener Aussage durch einen Besuch einer der Lernstationen des Bildungsprojekts Hole in the Wall zu seinem Roman inspiriert.
Um das Drehbuch zu verbessern, reiste Beaufoy dreimal nach Indien und befragte Straßenkinder. Im Sommer 2006 boten die britischen Produktionsfirmen Celador Films und Film4 dem Filmregisseur Danny Boyle das Drehbuch an, der anfangs an dem Stoff aber nicht interessiert war. Boyle änderte seine Meinung, als er erfuhr, dass Beaufoy auch das Drehbuch zu einem seiner Lieblingsfilme Ganz oder gar nicht geschrieben hatte. Boyle war davon beeindruckt, wie Beaufoy verschiedene Erzählstränge aus Swarups Roman verknüpfte, und entschied sich dafür, den Film zu drehen. Die geplanten Produktionskosten lagen bei 15 Millionen US-Dollar, daher suchte Celador einen weiteren Finanzier. 20th Century Fox bot eine Beteiligung von zwei Millionen US-Dollar, Warner Independent Pictures fünf Millionen US-Dollar. Nach der Schließung von Warner Independent Pictures durch den Mutterkonzern Warner Bros. wurden die Distributionsrechte für Slumdog Millionär an Fox Searchlight verkauft. Warner und Fox Searchlight teilen sich Kosten und Einkünfte des Vertriebs.
In einem Cameo ist Amitabh Bachchan zu sehen, der als einer der größten Stars der Hindi-Filmindustrie gilt und zwischen 2000 und 2002 sowie 2005 bis 2006 die indische Ausgabe von Who Wants to Be a Millionaire? moderierte. Von ihm erhält der junge Jamal das Autogramm.
Mercedes-Benz bat laut Danny Boyle darum, dass das Firmenlogo in den Szenen, die in den Slums spielen, nicht zu sehen sei, da das Unternehmen befürchtete, dies hätte negative Auswirkungen auf das Firmenimage.

### Dreharbeiten
Im September 2007 reiste das Filmteam nach Mumbai und begann, einheimische Schauspieler und Filmtechniker anzustellen. Boyle entschied sich auch, ein Drittel des Dialogs aus dem Englischen auf Hindi zu übersetzen, teilte aber der Filmproduktionsfirma mit, dass nur zehn Prozent des Dialogs auf Hindi seien. In der schließlich veröffentlichten Fassung sind etwa 20 % der Dialoge auf Hindi übersetzt worden. Drehorte waren unter anderem die Slums in Mumbai und der Stadtteil Juhu. Die Dreharbeiten begannen am 5. November 2007.

### Filmmusik
Die Filmmusik wurde von überwiegend indischen Künstlern produziert. A. R. Rahman benötigte nur 20 Tage, um den kompletten Soundtrack zu komponieren. Er besteht aus 13 Musiktiteln und wurde am 13. Januar 2009 von Interscope Records veröffentlicht. Jai Ho, der letzte Musiktitel des Soundtracks und spätere Gewinner des Oscars für den besten Song, wurde ursprünglich für den 2008 erschienenen Film Yuvvraaj geschrieben. Dessen Regisseur Subhash Ghai verzichtete aber darauf, weil er das Lied als unpassend erachtete. Er erlaubte daher, es in Slumdog Millionär zu verwenden. Dort ist es während des Abspanns zu hören. Ursprünglich war hierfür der Musiktitel Aaj Ki Raat vorgesehen, der ebenfalls im Film zu hören und auf dem Soundtrack enthalten ist.
1. O… Saya – A. R. Rahman & M.I.A.
2. Riots – A. R. Rahman
3. Mausam & Escape – A. R. Rahman
4. Paper Planes – M.I.A.
5. Paper Planes DFA REMIX – M.I.A.
6. Ringa Ringa – A. R. Rahman feat. Alka Yagnik & Ila Arun
7. Liquid Dance – A. R. Rahman feat. Palakkad Sriram & Madhumitha
8. Latika's Theme – A. R. Rahman feat. Suzanne
9. Aaj Ki Raat – Sonu Nigam, Mahalaxmi Lyer & Alisha Chinoi
10. Millionaire – A. R. Rahman feat. Madhumitha
11. Gangsta Blues – A. R. Rahman feat. BlaaZe & Tanvi Shah
12. Dreams on Fire – A. R. Rahman feat. Suzanne
13. Jai Ho – A. R. Rahman feat. Sukhvinder Singh, Tanvi Shah & Mahalaxmi Iyer

## Marketing und Veröffentlichung

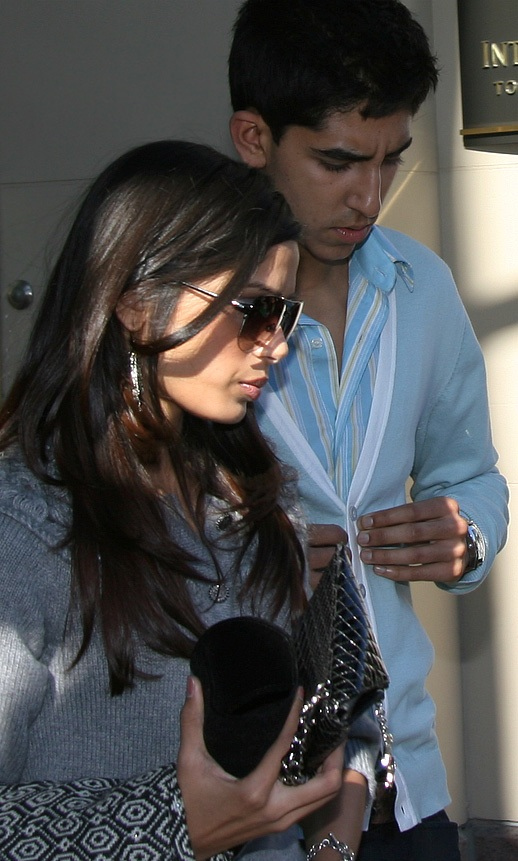
Freida Pinto und Dev Patel beim Toronto International Film Festival 2008

Im August 2007 erwarben Warner Independent Pictures die US-amerikanischen und Pathé die internationalen Vertriebsrechte an Slumdog Millionär. Warner Independent Pictures zweifelte jedoch an den kommerziellen Aussichten des Films und suchte daher ab August 2008 nach einem Käufer für die Filmrechte. Im selben Monat einigten sich Warner Independent Pictures und Fox Searchlight Pictures darauf, die Filmrechte hälftig zu teilen. Slumdog Millionär hatte auf dem Telluride Film Festival am 30. August 2008 seine Premiere und wurde von den Zuschauern positiv aufgenommen. Der Film wurde am 7. September 2008 auch auf dem Toronto International Film Festival gezeigt, war ein Zuschauererfolg und gewann den People’s Choice Award.
Slumdog Millionär spielte ab dem 12. November 2008 am Startwochenende in nur zehn US-amerikanischen Kinos 360.000 US-Dollar ein. Die Anzahl der aufführenden Lichtspielhäuser in den USA stieg in den folgenden Wochen bis auf 2.244. Bis zum März 2009 lief der Film auf den meisten Kinomärkten der Welt an. Die weltweiten Kinoeinnahmen betrugen am 15. Juli 2009 rund 380 Millionen US-Dollar.
Slumdog Millionär wurde am 26. Oktober 2009 von Euro Video in Deutschland auf DVD und Blu-ray Disc mit einer FSK-12-Freigabe veröffentlicht.
Am 26. Februar 2012 wurde der Film erstmals im deutschen Free-TV von ProSieben ausgestrahlt.

## Buchvorlage
Es gibt einige Unterschiede zwischen Buch und Film: Ram Mohammad Thomas – so lautet der Name des Protagonisten im Buch – wurde von seiner Mutter kurz nach der Geburt ausgesetzt, so dass er in einem Waisenhaus aufwuchs und bei einem Priester die englische Sprache erlernte. Salim ist nicht sein älterer Bruder, sondern sein jüngerer bester Freund, statt der Kindheitsfreundin Latika liebt Ram die Prostituierte Nita, die er erst im Alter von 17 Jahren kennenlernt. Die Liebesgeschichte spielt im Roman eine untergeordnete Rolle. Themen wie Homosexualität, Kindesmissbrauch, Voodoo und Nationalismus werden im Film nicht thematisiert, dafür jedoch die Slum-Kindheit, die religiös motivierten Ausschreitungen und die Bettelorganisation. Auch die Elternlosigkeit spielt im Film keine so große Rolle wie im Roman. Der im Buch arglose Salim wird im Film als skrupellos und kriminell dargestellt, während Prem Kumar – der im Buch die Quizshow Who Will Win a Billion? moderiert – im Film eine deutlich wichtigere Rolle spielt als im Buch. Ram flieht im Film auch nicht freiwillig, so wie im Buch, sondern wird von Salim zur Flucht gezwungen. Das Buch ist nicht chronologisch nach den Abschnitten der Lebensgeschichte der Hauptfigur aufgebaut, sondern folgt der Reihenfolge der Fragen. So ergibt sich ein Mosaik einzelner Episoden, aus dem nach und nach die Lebensgeschichte entsteht. Mal ist Ram jünger, dann wieder älter. Im Buch wird Prem Kumar als Betrüger dargestellt, der zu verschleiern versucht, dass die Fernsehgesellschaft das Preisgeld noch nicht eingespielt hat. Im Buch wird Ram von einer Rechtsanwältin befragt, die ihm helfen will, im Film von einem der Polizisten. Die Anwältin kommt in dem Film überhaupt nicht vor.

## Rezeption

### Kritiken
Slumdog Millionär erhielt ein sehr gutes Presseecho, was sich auch in den Auswertungen US-amerikanischer Aggregatoren widerspiegelt. So erfasst Rotten Tomatoes größtenteils wohlwollende Besprechungen und ordnet den Film dementsprechend als „Zertifiziert Frisch“ ein. Metacritic ermittelt aus den vorliegenden Bewertungen „Allgemeines Kritikerlob“. Und They Shoot Pictures, Don’t They? zählt den Film zu den 300 angesehensten Filmen des 21. Jahrhunderts.
Roger Ebert bezeichnete die Geschichte in der Chicago Sun-Times als „herzzerreißend und erheiternd zugleich“. Richard Corliss urteilte in der Time: „Trotz gelegentlicher Brutalität ist der Film ein heiteres Lied auf das Leben und ein Film zum Feiern.“ Kenneth Turan bezeichnete Slumdog Millionär in der Los Angeles Times als „besten altmodischen Zielgruppenfilm des Jahres; ein romantisches Hollywood-Melodram, das die großen Studios auf supermoderne Weise zufriedenstellt.“ Peter Brunette sprach im Hollywood Reporter von einem „solide unterhaltenden und antreibenden Film“.

„Es fällt schwer, nicht an David Copperfield zu denken, aber die Filmemacher haben einen neuen und einfallsreichen Ansatz für die Geschichte gefunden, der das Material nicht nur belebt, sondern auf eine ganz neue Ebene hebt.  [… Slumdog Millionaire ist] hervorragend gespielt, wundervoll aufgenommen und reich an unkonventionellen Schauplätzen.“

In verschiedenen Medien wurde Kritik laut, dass sich die Wohnsituation der Kinderdarsteller des Films trotz des großen Filmerfolges nicht verbessert habe. Die Produzenten des Films reagierten daraufhin mit der Einrichtung eines Fonds, um den Darstellern neue Wohnungen zu besorgen und eine Ausbildung zu ermöglichen.

### Auszeichnungen

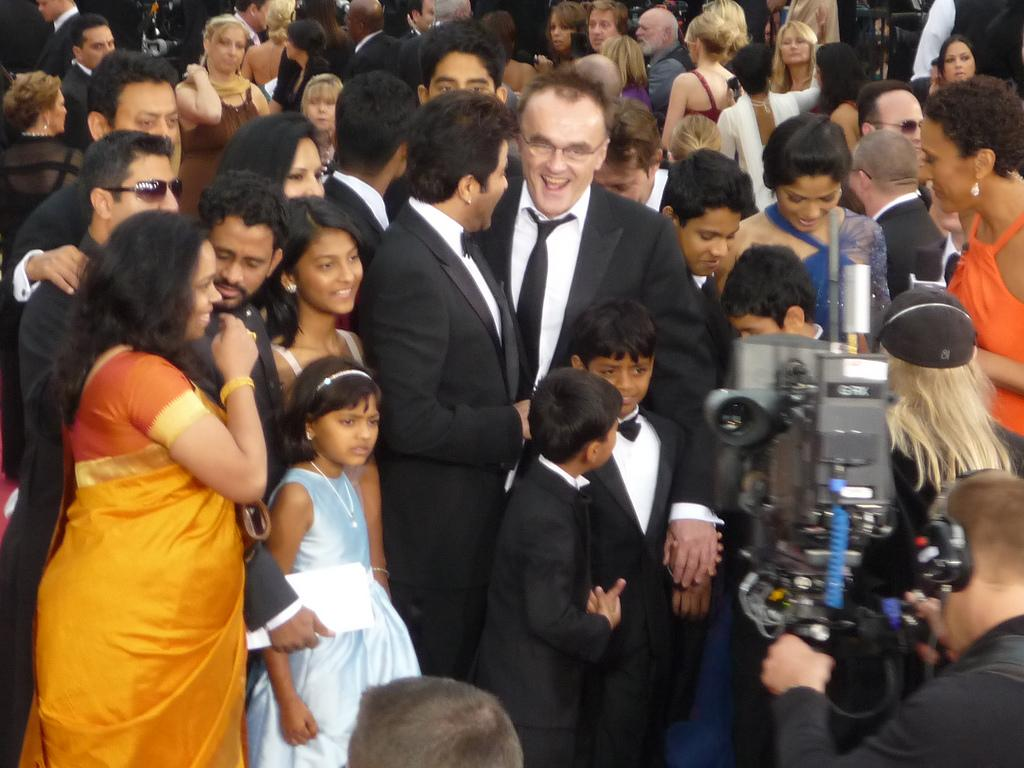
Das Schauspielensemble des Films bei der 81. Oscarverleihung im Jahr 2009

Slumdog Millionär war zehnmal in neun Kategorien bei den 81. Oscars nominiert und gewann davon acht. In allen vier Nominierungssparten für den Golden Globe Award wurde er ausgezeichnet, gewann den British Academy Film Award und hat unter anderem die British Independent Film Awards für die beste Regie, den besten Newcomer und den besten britischen Independentfilm erhalten.
- Oscars 2009
  - Bester Film – Christian Colson
  - Beste Regie – Danny Boyle
  - Bestes adaptiertes Drehbuch – Simon Beaufoy
  - Beste Kamera – Anthony Dod Mantle
  - Beste Filmmusik – A. R. Rahman
  - Bester Song – „Jai Ho“ Musik von A.R. Rahman, Text von Gulzar
  - Bester Ton – Ian Tapp, Richard Pryke und Resul Pookutty
  - Bester Schnitt – Christopher Dickens
  - Nominierungen:
    - Bester Song – „O Saya“ A. R. Rahman und M.I.A. (aka Maya Arulpragasam)
    - Bester Tonschnitt – Tom Sayers und Glenn Freemantle
- Golden Globe Awards 2009
  - Bester Film – Drama – Christian Colson
  - Beste Regie – Danny Boyle
  - Bestes Drehbuch – Simon Beaufoy
  - Beste Filmmusik – A. R. Rahman
- British Academy Film Awards 2009
  - Bester Film – Christian Colson
  - Beste Regie – Danny Boyle
  - Bestes adaptiertes Drehbuch – Simon Beaufoy
  - Beste Kamera – Anthony Dod Mantle
  - Beste Filmmusik – A.R. Rahman
  - Bester Ton – Glenn Freemantle, Resul Pookutty, Richard Pryke, Tom Sayers und Ian Tapp
  - Bester Schnitt – Christopher Dickens
  - Nominierungen:
    - Bester britischer Film – Christian Colson, Danny Boyle und Simon Beaufoy
    - Bester Hauptdarsteller – Dev Patel
    - Beste Nebendarstellerin – Freida Pinto
    - Bestes Szenenbild – Mark Digby und Michelle Day
- Writers Guild of America Awards 2009
  - Bestes adaptiertes Drehbuch – Simon Beaufoy
- Screen Actors Guild Awards 2009
  - Bestes Schauspielensemble
  - Nominierung in der Kategorie Bester Nebendarsteller für Dev Patel
- Critics’ Choice Movie Awards 2009
  - Bester Film
  - Beste Regie – Danny Boyle
  - Bestes Drehbuch – Simon Beaufoy
  - Beste Jungdarsteller – Dev Patel
  - Bester Komponist – A.R. Rahman
  - Nominierung in der Kategorie Bestes Lied – „Jaiho“ Sukhwinder Singh, A.R. Rahman und Gulzar
- British Independent Film Awards 2008
  - Bester Britischer Independentfilm
  - Beste Regie – Danny Boyle
  - Vielversprechendster Newcomer – Dev Patel
  - Nominierungen:
    - Bestes Drehbuch – Simon Beaufoy
    - Beste technische Leistung (Kamera) – Anthony Dod Mantle
    - Vielversprechendster Newcomer – Ayush Mahesh Khedekar
- Europäischer Filmpreis 2009
  - Publikumspreis – Bester Film – Danny Boyle
  - Beste Kamera – Anthony Dod Mantle
  - Nominierungen:
    - Bester Film
    - Beste Regie
    - Bester Darsteller – Dev Patel
    - Bestes Drehbuch – Simon Beaufoy
- Satellite Awards 2008
  - Bester Film – Drama
  - Beste Regie – Danny Boyle
  - Beste Filmmusik – A.R. Rahman
  - Nominierungen:
    - Bestes adaptiertes Drehbuch – Simon Beaufoy
    - Bester Song – „Jaiho“ A.R. Rahman und Gulzar
    - Bester Schnitt – Chris Dickens
- MTV Movie Awards 2009
  - Nominierungen:
    - Bester Film
    - Bester Newcomer – Dev Patel
    - Beste Newcomerin – Freida Pinto
    - Bester Kuss – Freida Pinto and Dev Patel
    - Bester WTF Moment – „Jumping in the Poop Shed“ (Ayush Mahesh Khedekar)
    - Bester Song – „Jai Ho“ A. R. Rahman
- Grammy Awards 2010
  - Best Compilation Soundtrack Album for Motion Picture, Television or Other Visual Media für das Soundtrack-Album
  - Best Song Written for Motion Picture, Television or Other Visual Media für den Filmsong Jai Ho